# (6954) Потёмкин
(6954) Потёмкин (лат. Potemkin) — типичный астероид главного пояса, открыт 4 сентября 1987 года советским астрономом Людмилой Журавлёвой в Крымской астрофизической обсерватории и 26 июля 2000 года назван в честь русского государственного деятеля Григория Потёмкина.

## Обнаружение и именование
(6954) Потёмкин
Открыт 4 сентября 1987 года в Крымской астрофизической обсерватории Л. В. Журавлёвой.
Великий князь Григорий Александрович Потёмкин (1739—1791) был государственным деятелем, фельдмаршалом, дипломатом и долгое время главным доверенным лицом Екатерины Великой.
Оригинальный текст (англ.)6954 Potemkin
Discovered 1987 Sept. 4 by L. V. Zhuravleva at the Crimean Astrophysical Observatory.
Russian grand duke Grigorij Aleksandrovich Potemkin (1739—1791) was a statesman, field marshal, diplomat and long the principal confidant of Catherine the Great.
Источники: 20000726/MPCPages.arc; M.P.C. 41028.

## Орбита

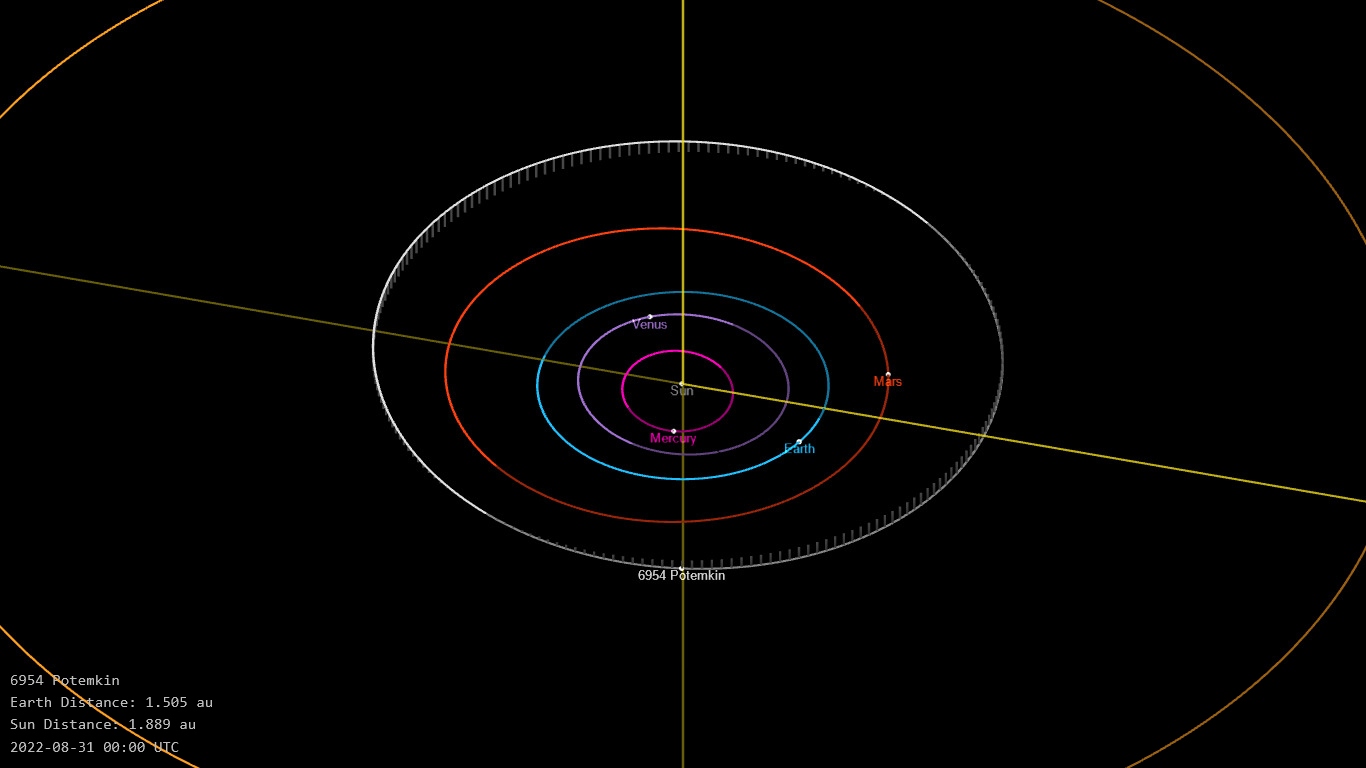
Орбита астероида Потёмкин и его положение в Солнечной системе

## Физические характеристики
Астероид относится к таксономическому классу S.
По результатам наблюдений системы телескопов панорамного обзора и быстрого реагирования Pan-STARRS и наблюдений системы последнего оповещения о столкновении астероида с Землей ATLAS абсолютная звёздная величина астероида сначала оценивалась равной 14,84±0,42m, позже — 14,25±0,175m.